# Akaszaka Blitz
Az 1996 áprilisában megnyitott Akasaka Blitz egy live house koncertterem Tokióban. A Tokyo Broadcasting System Television, Inc működteti. A Shibuya-AX 2000-es megnyitása előtt az Akasaka Blitz volt az egyetlen koncertterem a térségben ami 1500 személy befogadására képes. A 2003-ban bezárták felújítás miatt, majd 2008. március 20-án újra megnyitották.
Több zenész — köztük Kiicsi Jokojama, a Thee Michelle Gun Elephant, a Dir en grey, a Bump of Chicken, a Dragon Ash és az X Japan koncertkörútjainak is az Akasaka Akasaka Blitz volt az utolsó állomása.